# Augusto Genina
Augusto Genina (Roma, 28 gennaio 1892 – Roma, 18 settembre 1957) è stato un regista, sceneggiatore e produttore cinematografico italiano.
Fu un cineasta attivo per oltre quarant'anni, sia nel cinema muto che in quello sonoro.

## Biografia
Nacque presso una famiglia altoborghese romana, da Luigi e Anna Tombini. Dopo gli studi secondari, frequentò la facoltà di ingegneria dell'Università di Roma, ma non completò mai il corso di studi poiché ben presto s'interessò al teatro.
Dal 1911 fu autore di commedie e critico drammatico per la rivista Il Mondo. Su consiglio di Aldo De Benedetti, Genina passò al cinema come soggettista per la società Film d'Arte Italiana, per la quale curò l'adattamento cinematografico del film Beatrice d'Este (1912), interpretato da Francesca Bertini.
In seguito passò alla Celio Film e poi alla Cines. In quest'ultima casa iniziò come assistente del regista Giulio Antamoro. Nel 1913 realizzò il suo primo film da regista, La moglie di sua eccellenza, girato a Barcellona e prodotto dalla Film de Arte Español, filiale spagnola della stessa Cines. Regista prolifico, girò numerosi film di diversi generi, molti dei quali di chiara derivazione teatrale e incentrati su drammi coniugali borghesi.
Durante la prima guerra mondiale  Genina fu esentato dal servizio a causa di una lesione permanente al tendine riportata in adolescenza, e ciò gli consentì di proseguire regolarmente l'attività cinematografica. Nel 1914 lavorò per la Milano Films e nel 1915 per Medusa e Monopol, nel 1917 per la Ambrosio e la Tiber, nel 1918 per l'Itala e nel 1920 per Photodrama di Torino. Da ricordare il film Lo scaldino (1920), tratto dall'omonima novella di Pirandello, la cui influenza sull'opera di Genina si vedrà anche nel successivo Miss Europa. Nel 1921 fondò la Films Genina e nel 1923 scrisse la sceneggiatura di Jolly, clown da circo, debutto alla regia di suo cugino Mario Camerini.
Dopo il fallimento dell'Unione Cinematografica Italiana si trasferì in Francia, dove nel 1929 diresse Louise Brooks nel grande successo di Miss Europa, film girato muto e poi sonorizzato, sceneggiato da René Clair e Georg Wilhelm Pabst. Lavorò anche per gli studi tedeschi nel corso degli anni venti, dove iniziò un sodalizio artistico e sentimentale con l'attrice Carmen Boni, che diresse in numerosi film tra cui La storia di una piccola parigina, Scampolo e Carnevale d'amore, tutti e tre girati nel 1928.
Dopo quasi un decennio passato all'estero, Genina fece ritorno definitivo in Italia alla fine degli anni trenta. Nel 1936 diresse nel deserto libico il film bellico Lo squadrone bianco, che vinse la Coppa Mussolini al miglior film italiano al Festival di Venezia. Divenne uno dei principali cineasti del fascismo, realizzando L'assedio dell'Alcazar (1939), altro film bellico di propaganda che illustra un episodio della guerra civile spagnola, e Bengasi (1942), film sull'attacco inglese agli italiani della città libica durante la seconda guerra mondiale.
Nel dopoguerra tentò un approccio al neorealismo con Cielo sulla palude (1949), opera biografica su Maria Goretti, ma il suo realismo melodrammatico fu di maniera. Nel 1950 diresse L'edera, tratto dall'omonimo romanzo di Grazia Deledda. In Tre storie proibite (1953) riprese la vicenda del crollo di una scala che travolse un gran numero di giovani ragazze accorse alla ricerca di un posto come dattilografa, già soggetto del film di Giuseppe De Santis Roma ore 11. Nel 1953 diresse anche il film Maddalena, ambientato nel Sannio nei caratteristici borghi di Guardia Sanframondi e di Cerreto Sannita; protagonista del film Gino Cervi e l'attrice svedese Märta Torén. Nel 1955 girò il suo ultimo film, Frou Frou, dopodiché si ritirò a causa di un'endocardite di cui soffriva da molto tempo, e morì nel 1957.

## Vita privata
Dopo la separazione dalla Boni avvenuta agli inizi dell'epoca sonora, fu sposato con l'attrice americana Betty Becker.

## Filmografia parziale

Augusto Genina nel 1951

### Regista
- Beatrice d'Este, co-regia di Ugo Falena (1912)
- Catena spezzata (1913)
- La moglie di sua eccellenza (1913)
- I misteri del castello di Monroe (1914)
- Il piccolo cerinaio (1914)
- La parola che uccide (1914)
- La fuga dei diamanti (1914)
- Dopo il veglione (1914)
- L'anello di Siva (1914)
- Il grido dell'innocenza (1914)
- Lulù (1914)
- La gelosia (1915)
- La farfalla dalle ali d'oro (1915)
- Mezzanotte (1915)
- Doppia ferita (1915)
- Cento H.P. (1915)
- L'ultimo travestimento (1916)
- Il sopravvissuto (1916)
- Il sogno di un giorno (1916)
- Il dramma della corona (1916)
- La conquista dei diamanti (1916)
- La signorina Ciclone (1916)
- Il siluramento dell'Oceania (1917)
- Maschiaccio (1917)
- Lucciola (1917)
- Il trono e la seggiola (1918)
- L'onestà del peccato (1918)
- Kalidaa - la storia di una mummia (1918)
- L'emigrata (1918)
- Addio giovinezza! (1918)
- Femmina - Femina (1918)
- Il principe dell'impossibile (1919)
- Lucrezia Borgia (1919)
- La donna e il cadavere (1919)
- La maschera e il volto (1919)
- Bel ami (1919)
- Le avventure di Bijou (1919)
- Debito d'odio (1920)
- Lo scaldino (1920)
- I diabolici (1920)
- I due crocifissi (1920)
- I tre sentimentali (1920)
- La ruota del vizio (1920)
- Moglie, marito e... (1920)
- La douloureuse (1920)
- Il castello della malinconia (1920)
- L'avventura di Dio (1920)
- L'incatenata (1921)
- La crisi (1921)
- Un punto nero (1922)
- La peccatrice senza peccato (1922)
- Una donna passò (1922)
- Cirano di Bergerac (1922)
- Germaine (1923)
- Il corsaro (1924)
- La moglie bella (1924)
- Il focolare spento (1925)
- L'ultimo Lord (1926)
- Addio giovinezza! (1927)
- Lo schiavo bianco (1927)
- Scampolo (Das Mädchen Der Strasse) (1928)
- La storia di una piccola parigina (Sprung ins Glück) (1928)
- Carnevale d'amore (Lieberskarneval) (1928)
- Un dramma a sedici anni (1929)
- La congiura delle beffe (1929)
- Quartier latin (1929)
- Miss Europa - Prix de beauté (1930)
- Paris Béguin (1931)
- La femme en homme (1931)
- Gli amanti di mezzanotte (1931)
- Non siamo più ragazzi (Nous ne sommes plus des enfants), (1934)
- Non ti scordar di me (1935)
- La gondola delle chimere (1936)
- Lo squadrone bianco (1936)
- Fiori di Nizza (1936)
- Amore e dolore di donna (Frauenliebe - Frauenleid) (1937)
- Castelli in aria (1939)
- Napoli terra d'amore (1939)
- L'assedio dell'Alcazar (1939)
- Bengasi (1942)
- Cielo sulla palude (1949)[2]
- L'edera (1950)
- Tre storie proibite (1953)
- Maddalena (1953)
- Frou-Frou (1955)

### Soggettista
- Occhi senza luce, regia di Flavio Calzavara (1956)

## Riconoscimenti
- Mostra del cinema di Venezia
  - 1936 - Coppa Mussolini per il miglior film italiano per Lo squadrone bianco
  - 1939 - Candidato alla Coppa Mussolini per il miglior film italiano per Castelli in aria
  - 1940 - Coppa Mussolini per il miglior film italiano per L'assedio dell'Alcazar
  - 1942 - Coppa Mussolini per il miglior film italiano per Bengasi
  - 1949 - Premio della Presidenza del Consiglio dei Ministri al miglior film italiano per Cielo sulla palude
  - 1949 - Premio internazionale per la regia per Cielo sulla palude
  - 1949 - Candidato al Leone d'oro al miglior film per Cielo sulla palude
- Festival di Cannes
  - 1954 - Candidato al Grand Prix du Festival International du Film per Maddalena
- Nastro d'argento
  - 1950 - Miglior regista per Cielo sulla palude
- Festival internazionale del cinema di San Sebastián
  - 1954 - Candidatura alla Concha de Oro per Maddalena